# Watford Football Club 2024-2025
Questa voce raccoglie le informazioni riguardanti il Watford Football Club nelle competizioni ufficiali della stagione 2024-2025.

## Maglie e sponsor
| Casa | Trasferta | Terza divisa |

Sponsor ufficiale: MrQ
Fornitore tecnico: Kelme

## Rosa
Aggiornata al 31 Gennaio 2025.
| N. |                         | Ruolo | Calciatore          |
| -- | ----------------------- | ----- | ------------------- |
| 1  | Austria (bandiera)      | P     | Daniel Bachmann     |
| 2  | RD del Congo (bandiera) | D     | Jeremy Ngakia       |
| 3  | Cile (bandiera)         | D     | Francisco Sierralta |
| 4  | Camerun (bandiera)      | D     | Kévin Keben         |
| 6  | Inghilterra (bandiera)  | D     | Mattie Pollock      |
| 7  | Inghilterra (bandiera)  | A     | Tom Ince            |
| 8  | Georgia (bandiera)      | C     | Giorgi Chakvetadze  |
| 10 | Marocco (bandiera)      | C     | Imrân Louza         |
| 11 | Irlanda (bandiera)      | A     | Rocco Vata          |
| 13 | Brasile (bandiera)      | D     | Kayky Almeida       |
| 14 | Belgio (bandiera)       | C     | Pierre Dwomoh       |
| 15 | Croazia (bandiera)      | D     | Antonio Tikvic      |
| 16 | Stati Uniti (bandiera)  | D     | Caleb Wiley         |
| 17 | Mali (bandiera)         | C     | Moussa Sissoko      |

| N. |                           | Ruolo | Calciatore       |
| -- | ------------------------- | ----- | ---------------- |
| 18 | Inghilterra (bandiera)    | A     | Daniel Jebbison  |
| 19 | Costa d'Avorio (bandiera) | A     | Vakoun Bayo      |
| 20 | Mali (bandiera)           | A     | Mamadou Doumbia  |
| 21 | Italia (bandiera)         | D     | Angelo Ogbonna   |
| 22 | Inghilterra (bandiera)    | D     | James Morris     |
| 23 | Inghilterra (bandiera)    | P     | Jonathan Bond    |
| 24 | Nigeria (bandiera)        | C     | Tom Dele-Bashiru |
| 27 | Irlanda (bandiera)        | D     | James Abankwah   |
| 34 | Germania (bandiera)       | A     | Kwadwo Baah      |
| 37 | Algeria (bandiera)        | D     | Yasser Larouci   |
| 39 | RD del Congo (bandiera)   | C     | Edo Kayembe      |
| 41 | Inghilterra (bandiera)    | P     | Alfie Marriott   |
| 45 | Inghilterra (bandiera)    | D     | Ryan Andrews     |
|    | Norvegia (bandiera)       | P     | Egil Selvik      |